# باکلان ابلق استرالیایی
باکلان ابلق استرالیایی (نام علمی: Phalacrocorax varius) نام یک گونه از سرده باکلان‌های سیاه است.